# Simon Grether
Simon Grether (* 20. Mai 1992 in Fribourg) ist ein Schweizer Fussballspieler, der von 2016 bis 2022 beim FC Luzern in der Schweizer Super League unter Vertrag stand.

## Karriere

### Verein
Grether begann mit dem Fussballspielen bei der Jugend des FC Reinach und wechselte im Sommer 2006 zu den Junioren des FC Basel. Er spielte unter anderem bei der Basel U-18-Auswahl und wurde 2009/10 Schweizer U-18-Meister. Er spielte noch bei der U-21-Mannschaft in der 1. Liga. Grether unterzeichnete seinen ersten Profi-Vertrag am 24. Mai 2012 und gab sein Debüt am 13. Juli 2012 als Einwechselspieler während des 1:0-Auswärtssiegs gegen Servette. Grether wurde im Januar 2013 ein halbes Jahr an die AC Bellinzona ausgeliehen. Der FC Basel wurde schlussendlich erneut Schweizer Meister. Im Sommer 2013 wurde er für die ein weiteres Jahr bis Ende Juni 2014 an den FC Winterthur verliehen.
Im Sommer 2014 wechselte Grether zum FC Wohlen, wo er bis Sommer 2016 spielte.
Im Juni 2016 wechselte er zum FC Luzern in die Super League, wo er einen Vertrag bis Ende Juni 2018 mit Option für ein weiteres Jahr unterschrieb. Im April 2018 verlängerte sich der Vertrag nach seinem zwanzigsten Saisoneinsatz automatisch bis Ende Juni 2019. Sein bisher einziger Treffer in der Super League gelang ihm am 22. April 2018, als er in der 93. Minute gegen den FC Zürich zum 2:1-Siegtreffer einnetzte. Am 18. Dezember 2018 verlängerte der FC Luzern und Grether vorzeitig den Vertrag bis Ende Juni 2020.
Simon Grether und der FC Luzern verlängerten am 12. August 2020 den Vertrag nochmals um zwei Jahre bis Ende Juni 2022. Im Mai 2021 gewann die Mannschaft den Schweizer Cup.
Seit Sommer 2022 spielt Grether für den FC Rotkreuz in der 1. Liga.

### Nationalmannschaft
Sein erstes Länderspiel hatte er in der Schweizer U-18-Auswahl am Tag vor seinem 18. Geburtstag am 19. Mai 2010. Das Team gewann 2:0 gegen die Ukraine. Sein erstes Schweiz U-19-Länderspiel absolvierte er am 4. September 2010 beim 1:1-Unentschieden gegen Tschechien. Sein Debüt bei der U-20 hatte er am 31. August 2011 beim 3:2-Heimsieg gegen Italien.
Er absolvierte im Februar 2013 ein Spiel für die Schweizer U-21-Auswahl. Er gab sein Debüt am 6. Februar im Estadio El Madrigal in Villarreal, bei der 0:1-Niederlage gegen die Slowakische Auswahl.

## Titel und Erfolge

### FC Basel
- Schweizer Meister U-16: 2007/08[9]
- Schweizer Pokalsieger mit der U-16: 2007/08[9]
- Schweizer Meister U-18: 2009/10
- Schweizer Meister 2013

### FC Luzern
- Schweizer Cup: 2020/21